# Xabier Mikel Azparren
Xabier Mikel Azparren Irurzun (* 25. Februar 1999 in San Sebastián) ist ein spanischer Radrennfahrer.

## Sportlicher Werdegang
Erste Erfolge erzielte Azparren als Junior auf nationaler Ebene. 2016 wurde er auf der Straße spanischer Meister im Einzelzeitfahren, 2016 und 2017 auf der Bahn jeweils in der Mannschaftsverfolgung und im Madison. Nach dem Wechsel in die U23 startete er zunächst vorrangig bei Rennen des nationalen Kalenders, 2019 und 2020 fuhr er für das Team Laboral Kutxa, das Nachwuchsteam von Euskaltel-Euskadi. 2019 gewann er den nationalen Titel im Einzelzeitfahren der U23, 2020 auf der Bahn im Madison.
Zur Saison 2021 wurde Azparren in das ProTeam von Euskatel-Euskadi übernommen. Bei der Volta ao Alentejo 2022 erzielte er mit dem Gewinn der zweiten Etappe seinen ersten Sieg bei einem internationalen Rennen, den Gewinn der Gesamtwertung verpasste er als Zweiter nur um wenige Sekunden. Mit dem Team nahm er zweimal an der Vuelta a España teil, wo er vorrangig Aufgaben als Helfer erfüllte.
Zur Saison 2024 wechselte Azparren zum Q36.5 Pro Cycling Team. In seiner ersten Saison für das neue Team blieb er noch ohne nennenswerte Ergebnisse.

## Familie
Xabier Mikel Azparren ist der ältere Bruder von Enekoitz Azparren, der auch professioneller Radrennfahrer ist. In der Saison 2022 fuhren sie gemeinsam im Team Euskatel-Euskadi.

## Erfolge

### Straße
2016
- Spanischer Meister (Junioren) – Einzelzeitfahren

2019
- Spanischer Meister (U23) – Einzelzeitfahren

2022
- eine Etappe Volta ao Alentejo

### Bahn
2016
- Spanischer Meister (Junioren) – Mannschaftszeitfahren und Madison

2017
- Spanischer Meister (Junioren) – Mannschaftszeitfahren und Madison

2020
- Spanischer Meister – Madison (mit Illart Zuazubiskar)

## Grand-Tour-Platzierungen
| Grand Tour            | 2021 | 2022 | 2023 | 2024 |
| --------------------- | ---- | ---- | ---- | ---- |
| Giro d’ItaliaGiro     | –    | –    | –    | –    |
| Tour de FranceTour    | –    | –    | –    | –    |
| Vuelta a EspañaVuelta | 94   | 111  | –    | –    |